# Elizeusz (Ganaba)
Elizeusz, imię świeckie Ilja Władimirowicz Ganaba, ros. Илья Владимирович Ганаба (ur. 1 sierpnia 1962 w Leningradzie) – rosyjski biskup prawosławny.

## Życiorys
W 1979 ukończył szkołę średnią w Penzie. W 1980 wstąpił do seminarium duchownego w Leningradzie i został jednym z hipodiakonów arcybiskupa wyborskiego Cyryla. Po ukończeniu seminarium w 1982 rozpoczął naukę w Leningradzkiej Akademii Duchownej, którą ukończył w 1986. W czasie studiów złożył wieczyste śluby zakonne przed inspektorem uczelni, archimandrytą Teofanem (Galinskim), przyjmując imię Elizeusz. 22 listopada 1985 biskup tichwiński Meliton wyświęcił go na diakona, zaś 18 stycznia 1986 na kapłana.
20 czerwca 1987 zamieszkał w Monasterze Daniłowskim w Moskwie. W 1988 przez trzy miesiące był kapelanem Monasteru Gornieńskiego w Jerozolimie. 27 grudnia 1988 otrzymał godność ihumena, zaś w 1997 archimandryty. W 2000 mianowany przedstawicielem Patriarchatu Moskiewskiego przy prawosławnym Patriarchacie Antiochii. Po dwóch latach przeniesiony do rosyjskiej misji prawosławnej w Jerozolimie jako jej naczelnik.
6 października 2006 Święty Synod Rosyjskiego Kościoła Prawosławnego wyznaczył go na biskupa bogorodzkiego, wikariusza eparchii chersoneskiej. Chirotonia miała miejsce 26 listopada 2006. Jako konsekratorzy wzięli w niej udział metropolici kruticki i kołomieński Juwenaliusz, smoleński i kaliningradzki Cyryl, kałuski i borowski Klemens, arcybiskupi kerczeński Anatol, berliński i niemiecki Teofan, istrzański Arseniusz, korsuński Innocenty, filippolski Nifon (z Patriarchatu Antiochii), wiedeński i austriacki Hilarion, stawropolski i władykaukaski Teofan, dmitrowski Aleksander, siergijewsko-posadski Teognost, morawicki Antoni (z Patriarchatu Serbskiego), tambowski i miczuriński Teodozjusz oraz bronnicki Ambroży.
27 grudnia 2007 został biskupem ordynariuszem eparchii suroskiej. 1 lutego 2010 podniesiony do godności arcybiskupiej.
28 grudnia 2017 r. został przeniesiony na katedrę haską i niderlandzką.